# Anapleus nakanei
Anapleus nakanei är en skalbaggsart som beskrevs av Ôhara 1994. Anapleus nakanei ingår i släktet Anapleus och familjen stumpbaggar. Inga underarter finns listade i Catalogue of Life.